# Итуютаба (микрорегион)

Итуютаба на карте.

Итуютаба (порт. Microrregião de Ituiutaba) — микрорегион в Бразилии, входит в штат Минас-Жерайс. Составная часть мезорегиона Триангулу-Минейру-и-Алту-Паранаиба. 
Население составляет 	143 348	 человек (на 2010 год). Площадь — 	8736,204	 км². Плотность населения — 	16,41	 чел./км².

## Демография
Согласно сведениям, собранным в ходе переписи 2010 г. Национальным институтом географии и статистики (IBGE), население микрорегиона составляет:						
| Полное население                             | Полное население                             | Полное население                             | Полное население                             | 143 348 |
| -------------------------------------------- | -------------------------------------------- | -------------------------------------------- | -------------------------------------------- | ------- |
| в том числе:                                 | Городское население                          | 131 011                                      | Процент городского населения, %              | 91,39   |
|                                              | Сельское население                           | 12 337                                       | Процент сельского населения, %               | 8,61    |
|                                              | Мужское население                            | 71 681                                       | Процент мужского населения, %                | 50,00   |
|                                              | Женское население                            | 71 667                                       | Процент женского населения, %                | 50,00   |
| Плотность населения, чел/км²                 | Плотность населения, чел/км²                 | Плотность населения, чел/км²                 | Плотность населения, чел/км²                 | 16,41   |
| Население микрорегиона в % к населению штата | Население микрорегиона в % к населению штата | Население микрорегиона в % к населению штата | Население микрорегиона в % к населению штата | 0,73    |

## Статистика
- Валовой внутренний продукт на 2003 год составляет 1 227 696 146,00 реалов (данные: Бразильский институт географии и статистики).
- Валовой внутренний продукт на душу населения на 2003 год составляет 9158,89 реалов (данные: Бразильский институт географии и статистики).
- Индекс развития человеческого потенциала на 2000 год составляет 0,800 (данные: Программа развития ООН).

## Состав микрорегиона
В составе микрорегиона включены следующие муниципалитеты:
1. Кашуэйра-Дорада
2. Капинополис
3. Гуриньятан
4. Ипиасу
5. Итиютаба
6. Санта-Витория